# Adaptador de teléfono analógico

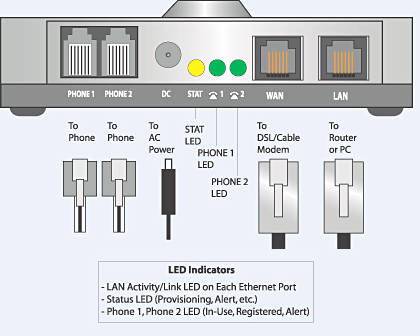
Un adaptador de teléfono analógico, ATA, típico para conectar dos teléfonos analógicos en una red con servicio de VoIP.

Un adaptador de teléfono analógico o ATA (en inglés analog telephony adapter, o analog telephone adapter y también con el acrónimo ATA),  es un dispositivo utilizado para conectar uno o más teléfonos analógicos estándar a un sistema de telefonía digital (tal como voz sobre IP) o a un sistema de teléfono no estándar.
Un ATA toma generalmente la forma de una pequeña caja con un adaptador de corriente, un puerto ethernet, uno o más puertos telefónicos FXS (por ejemplo: conectores hembra RJ-12) y también puede tener un enlace FXO (por ejemplo: teléfono, PBX, fax o contestador automático). Los usuarios pueden conectar uno o más dispositivos telefónicos analógicos  estándar en el ATA y el dispositivo analógico(s) opera, por lo general de forma transparente, en la VoIP de la red.